# Hippolyte Monin
Pour les articles homonymes, voir Henri Monin et Monin (homonymie).
Hippolyte Monin, né le 18 août 1854 à Besançon et mort le 10 juillet 1915 à Paris, est un historien, journaliste et homme politique français.

## Biographie
Le père d'Hippolyte Monin est professeur à la faculté des lettres de Besançon. Il fait ses études au lycée de sa ville natale, devient soldat de la Garde nationale de Besançon en 1870 et entre en 1872 à l'École normale supérieure, dont il sort en 1875.
Il commence sa carrière d'enseignant au collège de Blois, puis il est chargé de cours au lycée de Vesoul. Agrégé d'histoire par arrêté ministériel  du 8 septembre, il est nommé professeur au lycée de Nîmes où il enseigne pendant quatre ans, puis fût muté à Montpellier où il enseigne de 1880 à 1885. Des arrêtés des Ier et 16 décembre 1883 le chargèrent de faire une conférence de géographie à Montpellier.
Il est ensuite nommé à Versailles pour une seule année de 1885 à 1886. Arrivé à Paris, il obtient en 1886 l'autorisation de faire à la faculté des lettres un cours libre en 13 leçons sur l'État des Généralités composant le ressort du Parlement de Paris pendant les dernières années de l'ancien régime. La même année, il intègre le Collège Rollin comme professeur chargé d'enseigner d'histoire. Il y exerce pendant 28 ans, demande sa retraite en octobre 1914 et est nommé professeur honoraire le 8 juin. En 1890, le conseil municipal de Paris institue à l'hôtel de ville des cours d'enseignement populaire supérieur et confie à Hippolyte Monin l'enseignement de L'Histoire de Paris. Cet enseignement prend fin en 1901 pour des raisons politiques. Il a par ailleurs rédigé des articles comme Voltaire et Paris, et Montesquieu et Paris. Monin réalise de d'importants travaux sur la Révolution française et sur la Révolution de 1848. Il est membre du comité directeur de la Société Le Vieux Montmartre de 1894 à sa mort et produit dans sa revue éponyme de nombreux articles.
Fin 1909, il participe à la fondation de la Revue historique de la Révolution française et de l'Empire, avec Charles Vellay. 
Il siège au comité radical du 9e arrondissement de Paris de 1885 jusqu'à sa mort, et est candidat aux élections législatives de 1914 et devient ensuite adjoint au maire du 9e arrondissement de Paris. Homme dévoué, il accepte au sein de la municipalité de s'occuper des œuvres spéciales d'assistance en ces temps difficiles. Ferme républicain, il est également un journaliste de talent. Il collabore notamment au Siècle et à La Dépêche de Toulouse.
Il prête son concours aux commissions historiques de la Ville de Paris, au comité des Inscriptions parisiennes, au comité des recherches sur l'histoire de Paris pendant la Révolution française. Il est membre du comité de direction  de la Société d'histoire et archéologie des 3e, 4e et 12e arrondissements de Paris de 1903 à 1905, et président de la Société d'histoire de la Révolution de 1848, lorsqu'il mourut à Paris le 10 juillet après une courte maladie.
Il travaillait au moment de sa mort avec un ami à la publication du Sommier des biens nationaux parisiens où, en l'an VII, fut résumé les opérations de la vente des biens des communautés, des corps, congrégations et des biens des émigrés.

## Publications
- De Unitate Religionis homericœ in Iliade, thèse, Paris, Hachette, 1884, 73 p..
- Essai sur l'histoire administrative du Languedoc pendant l'intendance de Nicolas de Lamoignon de Basville de (1685-1719), thèse, Paris, Hachette, 1884, 430 p..
- « État du ressort du Parlement de Paris en 1789 », in: Révolution française, tome XL, année 1886, p. 104 et sq.
- « Les Élections et les Cahiers de Paris, en 1789 », Revue Bleue, t.XLI, 1888, p. 591-594.
- Journal apocryphe, rédigé par Monin d'après les documents du temps d'un bourgeois de Paris pendant la Révolution française, année 1789, Paris, A. Colin, 1889, 435 p.
- L'état de Paris, en 1789, Paris, Jouaust, 1889, 688 p.
- « La séance du 16 juin 1789, d'après un témoin oculaire, le libraire Hardy; extrait de son journal intitulé : Voyage fait à Versailles, assistance aux séances du tiers-états, ce qui s'y passe du mardi 16 juin 1789 », in: Révolution française, t.XVI, 1889, p. 536-539.
- L'état de Paris en 1789, Paris, Jouanst, Noblet, Quantin, 1889, 689 p.  — Études et documents sur l'ancien régime à Paris. Publié sous le patronage du Conseil municipal de Paris.
- La province du Languedoc en 1789, Modèle:S. l., n. d., In-8, 176 p.
- « Études révolutionnaires : la chanson historique pendant la Révolution, de 1787 à 1791 », Revue bleue, 8 février 1890, p. 173-180.
- « Les archives révolutionnaires de Paris », Revue bleue, 23 août 1890, p. 253-256.
- « La chanson historique pendant la Révolution. Période de 1789 à 1792 », Revue bleue, tome XLV, année 1890.
- « Les Archives révolutionnaire de Paris », Revue Bleue, t.XLVI, 1890, p. 253-256.
- « Philippe-Égalité », Révolution française, tome XX, année 1891, p. 442 et sq.
- « Les Juifs de Paris à la fin de l'ancien régime », Revue des études juives, année 1892, tome XXIII, p. 95 et sq.
- « Catherine Pochetat », Révolution française, tome XXII, année 1892, p. 83 et sq.
- « Chansons historiques de 1792 », Révolution française, tome XXII, année 1892, p. 385 et sq.
- « La Chanson et l'Église sous la Révolution », Révolution française, tome XXIII, année 1892, p. 234 et sq.
- « La fête nationale en septembre 1892 et ses précédents historiques », Révolution française, tome XXIII, année 1892, p. 289 et sq.
- « Les Bourbons francs-maçons, lecture faite à l'Assemblée annuelle de la Société d'Histoire de la Révolution », Revue bleue, 4e série, t.III, 1893, p. 653-658.
- « Le discours de Mirabeau sur les fêtes publiques », Révolution française, tome XXV, année 1893, p. 214 et sq.
- « Notes sur la famille de Raffet », Révolution française, tome XXV, année 1893, p. 527 et sq.
- « Les derniers corps de métiers en France, 1776-1791 », Révolution française, tome XXVI, année 1894, p. 326 et sq.
- « Bibliothèque d'histoire illustrée », Révolution française, tome XXVII, année 1894, p. 379 et sq.
- « Les dernières années de la Restauration, d'après les Mémoires du baron d'Haussez », Revue bleue, année 1894.
- Une épidémie anarchiste sous la Restauration (extrait de la “Revue de Sociologie”), Paris, Giard et Brière, 1894.
- « La Pairie sous la Restauration », Revue politique et parlementaire, mai 1895.
- « La Justice de Montmartre en 1775 », Le Vieux Montmartre, tome I, années 1895-1896, p. 181.
- « Le Mur de la Ferme générale et le Bas Montmartre », Le Vieux Montmartre, tome I, années 1895-1896, p. 184-185.
- « Le banquet de Saint-Denis, 4 décembre 1806 », Le Vieux Montmartre, tome I, années 1895-1896, p. 193.
- « Les Murailles révolutionnaires de Montmartre en 1848 », Le Vieux Montmartre, tome I, années 1895-1896, p. 253-258.
- « Le banquet du Château-Rouge », Le Vieux Montmartre, tome l, années 1895-1896, p. 277-325.
- « La translation de Voltaire au Panthéon a-t-elle été un simulacre ? », Révolution française', tome XXX, année 1896, p. 193 et sq.
- « L'histoire de la Révolution aux salons de peinture en 1896 », Révolution française, tome XXX, année 1896, p. 554 et sq.
- « Lamartine et la campagne des banquets », Révolution française, tome XXXI, année 1896, p. 548 et sq.
- « Le Lord de Montmartre », Vieux Montmartre, tome II, années 1897-1900, p. 29-32.
- « Montmartre en novembre et en décembre 1848 », Le Vieux Montmartre, tome II, années 1897-1900, p. 90-101.
- « Montmartre en 1865 », Le Vieux Montmartre, tome II, année 1897-1900, p. 218-220.
- « Le Coup d'État du 2 décembre 1851 à Montmartre », Le Vieux Montmartre, tome II, année 1897-1900, p. 245-261.
- « Une médaille commémorative de la Commune de 1871 », Le Vieux Montmartre, tome II, année 1897-1900, p. 287.
- « Piémontési, avant dernier maire de Montmartre », Le Vieux Montmartre, tome II, année 1897-1900, p. 291.
- « L'original de la musique du ça ira», dans la Révolution française, tome.XXXV, année 1898, p. 481 et sq
- Eugène Toulouze, Histoire d'un village ignoré Balneolum, préface d'Hippolyte Monin, Paris, Schmidt, 1898.
- Histoire du siège et de l'occupation de Saint-Denis par les Allemands en 1870-1871, Saint-Denis, Imprimerie de Bouillant, 1911, 426 p.[b].
- « Blanqui et la police 1847-1848 », Revue d'Histoire du XIXe siècle, 1914.
- La Bibliothèque Thiers  (Place Saint-Georges), compte-rendu, 1914.
- « La Révolution de 1848 », Bulletin de la Société d'histoire de la Révolution de 1848, tome 11, no 63, juillet-août 1915, p. 177-184.

## Réception critique
- « Incapable de délaisser, même pour un temps, le cher domaine de l'histoire, il poursuivait, malgré sa collaboration à plusieurs journaux quotidiens, malgré aussi les fonctions administratives dont il était chargé depuis le début de la guerre, des recherches dont il se plaisait à nous raconter les étapes, et qui devait, dans sa pensée, aboutir à un travail très complet et très nouveau sur la vaste et complexe question du transfert en France des objets d'art prélevés en Italie par Bonaparte au cours de la campagne de 1796-1797. Malheureusement ce travail est resté inachevé dans toutes ses parties. Nous espérons du moins pouvoir recueillir dans les divers manuscrits que Madame Vve Monin a bien voulu mettre à notre disposition quelques pages qui seront pour nos lecteurs une occasion nouvelle d'admirer cette noble intelligence, et d'en regretter, comme nous, la disparition prématurée. » - Charles Vellay[1].
- « L'ami fidèle, l'époux tendre, l'homme au désintéressement antique ont été appréciés de tous ceux qui ont pu l'approcher. Le Maître en histoire sera estimé de plus en plus dans l'avenir et jouira un jour de la juste renommée que mérite son labeur considérable et perspicace » - Lucien Lazard[1].